# SN 1885A
S Andromedae (eller SN 1885A) var en supernova i Andromedagalaxen, och blev i augusti 1885 den första supernovan utanför Vintergatan som människan observerat. Den kallas också "Supernova 1885".
Äran för upptäckten tilldelades den tyske astronomen Ernst Hartwig som upptäckte supernovan den 20 augusti 1885. Emellertid verkar den irländske amatörastronmen Isaac Ward ha varit allra först, den 19 augusti, men han dröjde med rapporteringen.
Supernovan nådde i maximum magnitud +5,85, den 21 augusti 1885. Efter utbrottet klingade supernovan av på ett halvår till magnitud 14. Den är nu en stjärna svagare än magnitud 16.

## Vetenskaplig betydelse
Upptäckten av supernovan bidrog till att beräkna avståndet till Andromedagalaxen på ett bättre sätt. Avståndet höjdes till 750000 ljusår och senare 2,2 miljoner ljusår efter upptäckten.